# Eugenika Magyarországon
Az eugenika Magyarországon a fajnemesítés elméletének begyűrűzése volt a 20. század elejétől kezdve. A kor, amelyben a fajelmélet különféle változataival volt terhes az orvostudomány, az emberi faj „minőségének” problémájával szembesültek a tudósok, hiszen az elmekórképeket az emberi genetikai (örökletes) anyag hibáira vezették vissza. Még a korszerűen gondolkodó orvosok is egyetértettek azzal, hogy az ilyen betegségben szenvedők szaporodását meg kell akadályozni. Kezdeti szakaszában a magyar eugenika sokkal inkább szocialista elkötelezettségű követőket vonzott, a téma valójában csak 1933 után került át hangsúlyosan a jobboldalra.

## Az eugenika kibontakozása Magyarországon
A magyar eugenika 1910 és 1918 között kibontakozó első szakaszát Apáthy István, Madzsar József, Dienes Lajos, Fülöp Zsigmond, Bársony János és Lenhossék Mihály képviselték. Ezek a kutatók a hazai eugenika elsőbbségét hangoztatták a külföldi eugenikai elméletekkel szemben. A kitekintés vezető teoretikusa Hoffmann Géza volt, aki egy nemzetközi, elsősorban német és amerikai eugenikai modellt akart a hazai tudományosságba bevinni. Ebbe a csoportba tartozott Bársony János és Tomor Ernő is. A két csoport közötti nézetkülönbségek leginkább egy 1911-ben a Magyar Tudományos Akadémián megrendezett vita alapján rekonstruálhatók. A legnagyobb nemzetközi hírű magyar eugenikus, Hoffmann Géza (1885–1921) 1921-ben publikálta tanulmányát az amerikai Social Hygiene-ben, ez a nemzetközi eugenikakutatás egyik alapszövegeként lett számon tartva: Eugenics in the Central Empires since 1914 (Eugenika a Központi Birodalmakban 1914 óta). Ezt további külföldön publikált művek követték, amelyek közül Marius Turda tanulmánya elsősorban a következőkre utal: Ausschüsse für Rassenhygiene in Ungarn (Magyar fajhigiéniai bizottságok), Rassenhygiene in Ungarn ([Fajhigiénia Magyarországon, 1918]).
1914. január 24-én a Királyi Magyar Természettudományi Társulat, a Budapesti Királyi Orvosegyesület és az Országos Közegészségügyi Egyesület közös szervezésében megvitatták egy eugenikai társaság megalapításának lehetőségét. Az egyesület tevékenységének tervét vázolva Apáthy István kifejtette az előkészítő, a megelőző, a selejtező, a rendelkező és a jövőt intéző fajegészségtan stratégiai pontjait. Ezt követően gróf Teleki Pált választották az egyesület elnökének. 1917-ben az egyesület Magyar Fajegészségtani és Népesedéspolitikai Társaság néven a Magyar Tudományos Akadémia részeként folytatta működését, továbbra is Teleki Pál vezetésével.

## Eugenika a két világháború közötti Magyarországon (1918–1939)
Az eugenika iránt érdeklődést mutató Teleki gróf Társadalomtudomány biológiai alapon című cikkében, amelyet a Huszadik Században közölt (5. szám, 1904) elismerően beszél a „faji higiéniáról”. 1909-től a Magyar Társadalomtudományi Szemle új rovatban („Közegészségügy”) kezdett rendszeresen foglalkozni az eugenika kérdéseivel. A szerzők különböző politikai körökből származtak. 1911-ben Madzsar József a Huszadik Század hasábjain beszélt Francis Galton (1822–1911), az eugenika megalapozójának munkásságáról (A szaporodás higiénéje [F. M. Galton. Eugenika]). Fajromlás és fajnemesítés című cikkében Madzsar az eredetelméleti kutatásokban társadalmi missziót lát, és egy „biológiai arisztokrácia” utópiájáról álmodik. Születési és termékenységi statisztika című művében Vitéz Géza a születés „racionalizálásáról” beszél. A Huszadik Század 23. számában Fülöp Zsigmond „nemzeti etikának” nevezi azt a fajta társadalmi szolidaritást, ami a nemzedékek faji folytonosságára kell törekedjék. Az első világháború kitörését követően a Magyar Királyi Honvédelmi Minisztérium felkérte Méhely Lajos, antiszemita nézeteiről is ismert biológust (1862–1953), hogy írjon tanulmányt a hadviselés biológiai következményeiről. Egy évvel később Méhely közölte A háború biológiája című pamfletjét. A háború eugenikai jelentőségét Bársony András (1860–1926) nőgyógyász is elemezte (Eugenetik nach dem Kriege (Eugenetika a háború után). Archiv für Frauenkunde und Eugenetik, 1915/2.). A háborúra alkalmazott eugenikakutatás a nagy számban elesett egészséges férfiakra és ezáltal a biológiailag alkalmatlan egyének arányának megnövekedésére hívta fel a figyelmet.

### Benedek László társadalompolitikai szemlélete és eugenikai törekvései
Benedek László eugenikai érdeklődését és idevonatkozó munkásságát előbb örökléstani tájékozódása előzte meg. A későbbiekben egyre inkább az eugenika kérdéskörére irányult figyelme. 1931-ben az Uppsalai Egyetem felkérte, hogy a svéd állam költségén tartson előadást a Magyarországon, és más államokban folyamatban lévő eugenikai törekvésekről. Mindezen megtiszteltetések további nagy lendületet adtak hazai eugenikai munkájának, s az ez irányú törekvések fő népszerűsítőjévé tették. Ugyanakkor szám szerint kevés dolgozata jelent meg e témában, melyek azonban az eugenika egyes kérdéseit, jogi vonzatait mégis átfogóan és részletesen tárgyalták. Számos előadásába gyakran beleszőtt az öröklésbiológiával és a fajhigiéniával kapcsolatos hosszabb fejtegetéseket. Az eugenikai törekvések Magyarországon című dolgozatát először előadásban, majd később 1931-ben írásban is közölte.

### A pozitív eugenika mint a fajnemesítés eszköze Benedek László meglátásában
Az eugenika „negatív” változata az örökletes betegségek továbbadásának és azok elszaporodásának megakadályozását igyekszik elérni, míg a „pozitív” eugenika az utódok „minőségi javítására”, „tökéletesítésére” törekszik. Ez utóbbi cél többször felbukkan Benedek László beszédeiben. Gróf Apponyi Albertről mondott emlékbeszédében az alábbiakat mondta:

„Az öröklésbiológiai adatgyűjtés igazolja, hogy a tehetségek, kiemelkedő képességek (pl. a zenei talentum, a természetkutatás iránt való szeretet, a matematikai, a plasztikai, festészeti tehetség, írói készség, mechanikai ügyesség, tanító - előadó képesség) bizonyos családokban örökletesen fordul elő. Gróf Apponyi Albert családjában, pl. évszázadokon át mindazok a készségek és hajlamok, amelyek a politikai pályára való alkalmasságot jelentik és a közösségi ügy szolgálatát fokozott mértékben elősegítik. Fel kell tételezni, hogy az ősi táblán ismételten, generációkon át manifesztálódó tehetségek a genotypushoz vannak nagyobbrészt horgonyozva.”

### Szociális utópia-e az eugenika?
Schaffer Károly 1924 februárjában a következőket írta: „Az eugenikának két igen sebezhető felszíne van, amiből egy gyengéje és egy hibája adódik.” A manapság, a prenatális diagnosztika segítségével megállapított, Down-kóros terhesség megszakítása lényegében a schafferi „eliminatiónak” felel meg. Ugyanakkor Schaffer számára is kérdés, hogy ezeket az eszközöket alkalmazhatjuk-e, hiszen az egyén „önrendelkezésébe nyúl bele”.